# Fish Mooney
María Mercedes “Fish” Mooney (conocida como Fish Mooney) es un personaje de ficción de la DC Cómics creado por el productor y guionista Bruno Heller exclusivamente para la serie de televisión Gotham de 2014. Es interpretado por la actriz Jada Pinkett Smith, siendo uno de los personajes principales de la trama a lo largo de toda la primera temporada. Fish Mooney es una imponente, impulsiva y notoriamente sádica jefa mafiosa y dueña de un club nocturno en la ciudad de Gotham, además de tener la habilidad para leer a la gente y saber de lo que son capaces.

## Biografía ficticia
Fish Mooney comenzó como dueña de un reconocido club nocturno de Gotham y una de las lugartenientes del capo Carmine Falcone. Al poseer buenas relaciones con el Departamento de Policía de Gotham City, ella decidió ayudar al detective Harvey Bullock con la investigación del asesinato de Thomas y Martha Wayne. Sin embargo cuando Oswald Cobblepot la delató como partícipe del crimen, el detective James Gordon comenzó a investigarla por lo que ella terminó ordenando el asesinato de Gordon, Bullock y Cobblepot. No obstante los dos primeros sobrevivieron gracias a la intervención de Falcone. Sin que nadie lo supiese, ella secretamente estaba planeando apoderarse del lugar del mafioso.
En el último capítulo de la primera temporada de la serie, Fish y su gente consiguen regresar a Gotham sanos y salvo y a lo largo de un breve tiempo ella comienza a reclutar más personas, entre ellas a la joven Selina Kyle, para retomar el poder perdido. Con la ciudad envuelta en una guerra de bandas, eventualmente Fish consigue capturar tanto a Falcone, al Pingüino, a James Gordon y a Harvey Bullock. Conociendo el valor de los dos primeros, Fish intenta entregárselos a Salvatore Maroni a cambio de un acuerdo para dividirse la ciudad entre ambos. Aquella idea desagrada completamente a Maroni ya que no quería que su posición fuera equiparada con la de una simple lugarteniente. Ante la tensión de la situación, Maroni comienza a mofarse de Fish llamándola “nena” y otros adjetivos sexistas (algo que ella odiaba). Cuando sus burlas alcanzan el límite de lo tolerable, la mafiosa procede en sacar su arma y lo ejecuta de un disparo en la cabeza.
Tras el posterior tiroteo desatado con la muerte del mafioso, el Pingüino se libera de sus ataduras y arremete contra Fish con un arma. Ella escapa hacia un tejado donde ambos se entrecruzan en un combate cuerpo a cuerpo. Sin embargo el destino le juega en contra cuando Cobblepot la arroja desde la cornisa hasta el río Gotham, enviándola así a su hipotética muerte.
Se descubre que Fish Mooney es de los experimentos llevados a cabo por el profesor Hugo Strange siendo la primera muerta (después de Theo Galavan) en resucitar aunque el máximo voltaje le ha dejado sus recuerdos intactos. Además entre la habilidad dada por Strange es hacer que otras personas le obedezcan con solo tocarlas. Mooney aprovecha tal habilidad para fraguar su escape de Indian Hill y lo logra acompañada de otros 'fenómenos' creados por Strange. Sin embargo, no le guarda rencor al Pingüino quien se desmaya al verla. Posteriormente la condición de Mooney comienza a matarla lentamente al punto que al volver con Selina Kyle deciden asaltar fábricas farmacéuticas propiedad de Wayne Enterprises para mejorar su condición pero solo descubre que el único capaz de curarla es Strange. Posteriormente acompañada de su séquito de 'fenómenos' logra encontrar a Strange y lo secuestra junto a Bullock. Gordon (ahora detective privado y cazarrecompensas) negocia la vida de Bullock a cambio de permitirle salir con Strange. Mooney ignora que Gordon la entregará al Pingüino quien acompañado de una turba iracunda obstaculiza la acción policial linchando al séquito de Mooney mientras Bullock es rescatado y Mooney y Strange escapan siendo amenazados por el Pingüino, rencoroso ante ambos por lo que le han hecho en el pasado, pero Mooney lo perdona por haberlo convertido en lo que ella y Pingüino son por lo que el Pingüino decide dejar ir a Strange y a Mooney.
Posteriormente interrumpe el momento en que Butch, Barbara Kean y Edward Nygma se disponían a matar al Pingüino. Mooney teniendo también en su bando a Víctor Fries, Bridgitt Pike y a otros 'fenómenos' más decide secuestrar (nuevamente) a Strange quien posee la cura para el virus Tetch. Strange accede a darle la cura y Mooney decide darla a Gotham a cambio de tener el control de la ciudad en conjunto con el Pingüino pero el plan falla debido a que ninjas de la Liga de las Sombras atacan provocando que accidentalmente Mooney arroje la cura. Mooney encuentra su muerte al ser mortalmente apuñalada por Gordon, infectado por el virus Tetch. Mooney muere en los brazos del Pingüino haciéndole jurar tomar el poder de la ciudad.
- Datos: Q21480646